# Кінбурн

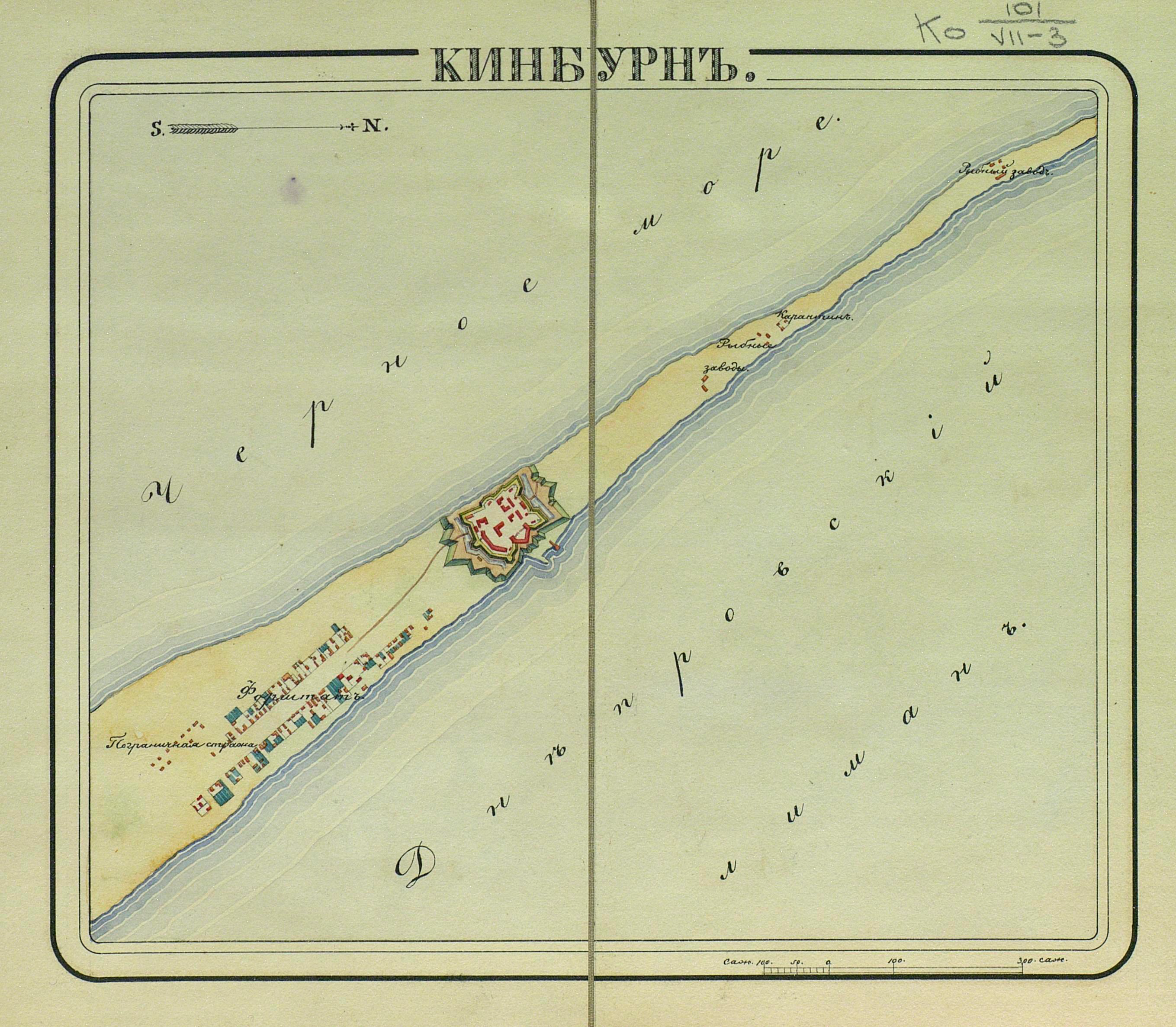
План фортеці

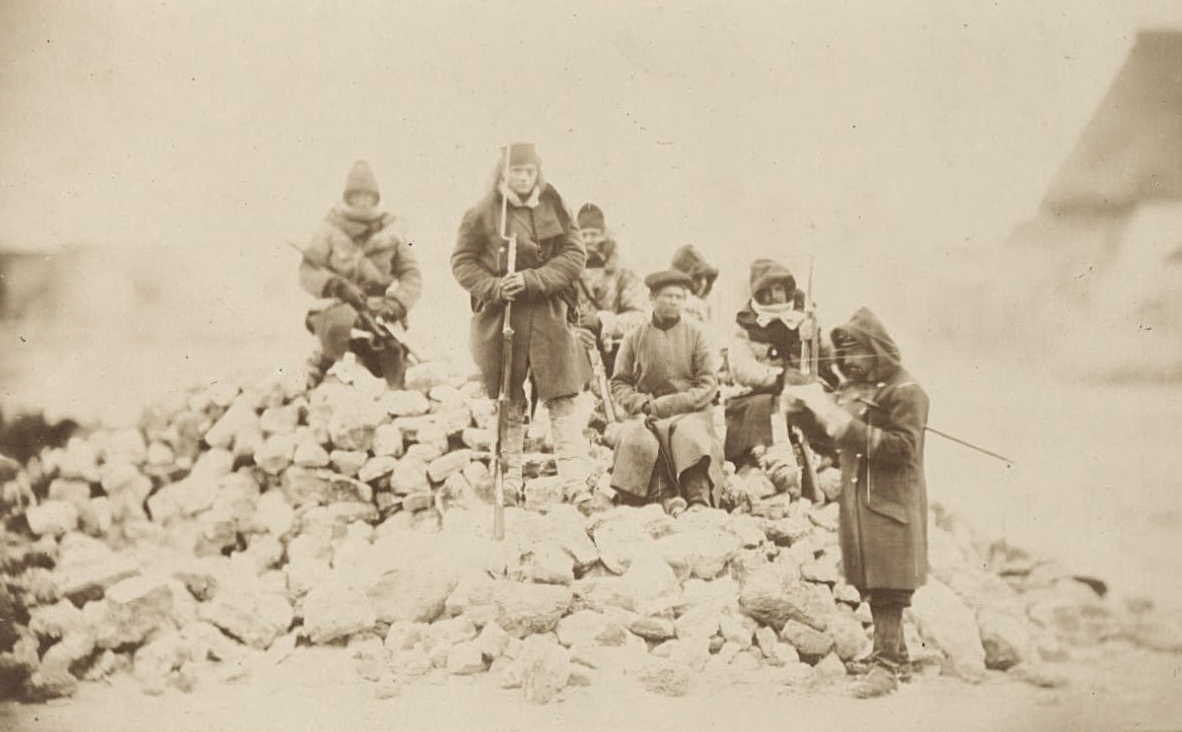
Російські полонені в зруйнованій Кінбурнській фортеці після оволодіння нею англо-французькими військами

Кінбурн (тур. Kılburun — в перекладі «тонка волосина») — османська фортеця, заснована в 15 ст. на Кінбурнській косі в гирлі Дніпра. Розташовувалася в західній частині Кінбурнської коси (нині біля с. Покровське Миколаївського району Миколаївської області).

## Історія
Разом з іншою фортецею — Очаків, що розташовувалася навпроти, контролювала судноплавство між Дніпровсько-Бузьким лиманом і Чорним морем. Мала кілька бастіонів з далекобійною артилерією, довжина її кам'яних стін становила близько 100 м. В її межах розміщувалися 80 будинків і мечеть. Населення складали військовослужбовці залоги та члени їхніх родин — всього 500—700 осіб. Тут перебував один з центрів работоргівлі. У 1669, 1688 і 1692 на фортецю нападали запорозькі козаки. 1736 року фортецю захопило й зруйнувало російське військо. Османи відновили її, але з 1774 вона перейшла до Російської імперії. 1 (12) жовтня 1787 року російські війська на чолі з генерал-аншефом О. Суворовим біля фортеці розбили османський десант. У цьому бою активну участь брали й українські козаки Чорноморської флотилії.
Протягом 1789 бої біля Кінбурна продовжувалися, у них брали участь чорноморські та бузькі козаки. 1790 Кінбурнську сторону з фортецею приєднали до території Чорноморського козацького війська і створили тут центр військової паланки. За умовами Ясського мирного договору 1791 Османська імперія визнала перехід Кінбурну до Російської імперії.
На середину 19 століття фортеця являла собою квадратний форт з кутовими бастіонами, круговою батареєю та земляним укріпленням з боку коси. У жовтні 1855 під час Кримської війни була суттєво пошкоджена артилерійським вогнем англо-французького флоту. За умовами Паризької мирної угоди фортеця була розібрана, з того часу її не відновлювали і як військовий об'єкт не використовували.
У 2-й половині 19 століття на території фортеці існувало поселення, тут була побудована церква, відкрилося відділення одного з приватних банків, місцеві жителі займалися рибальством. У 20 столітті територія поселення увійшла до складу Чорноморського біосферного заповідника. На сьогодні (початок 2000 років) тут збереглися лише залишки земляних валів.